# Батиг, Михаил Иванович
Михаил Иванович Батиг (укр. Михайло Іванович Батіг; род. 7 сентября 1955, Львов Украинской ССР) — советский и украинский журналист и государственный деятель, депутат Верховной рады Украины I созыва (1990—1994), бывший гендиректор УНИАН (1993—2002).

## Биография
Родился 7 сентября 1955 года во Львове.
Проходил службу в армии. Окончил факультет журналистики Львовского государственного университета в 1981 году. С 1981 по 1992 год работал заведующим отделом, затем заместителем редактора и главным редактором газеты «Ленинская молодёжь» (укр. Ленінська молодь), в дальнейшем переименованной в «Молодая Галичина» (укр. Молода Галичина).
В 1990 году в ходе первых альтернативных парламентских выборов в Украинской ССР был выдвинут кандидатом в народные депутаты, 18 марта 1990 года во втором туре был избран народным депутатом Верховного совета Украинской ССР XII созыва (в дальнейшем — Верховной рады Украины I созыва) от Бужского избирательного округа № 270 Львовской области, набрал 56,04 % голосов среди 5 кандидатов. В парламенте являлся членом Комиссии по вопросам гласности и СМИ. Депутатские полномочия истекли 10 мая 1994 года.
С 1993 по 2002 год был генеральным директором УНИАН, в дальнейшем был главой правления компании «Информационные системы Украины».
В разное время являлся членом бюро Львовского обкома ЛКСМУ, сопредседателем областного организации «Мемориала», членом краевого совета Народного руха Украины, делегатом учредительного съезда НРУ, членом Украинской народной партии.
Выдвигался кандидатом в народные депутаты на парламентских выборах 2006 года в Верховную раду Украины V созыва от блока Костенко и Плюща, избран не был.
Имеет звание «Заслуженный журналист Украины» (1999).
Женат, имеет троих детей.